# Moshi
Moshi  este un oraș  în partea de nord-est a  Tanzaniei. Este reședința  regiunii Kilimanjaro.